# David Berry
David Berry (Toronto, 18 gennaio 1984) è un attore australiano, meglio noto per il ruolo di Lord John Grey in Outlander.

## Infanzia
Berry è nato a Toronto in Canada da genitori australiani che si sono trasferiti a Sydney, quando egli aveva appena sette anni. Prima di diventare attore ha lavorato come giornalista. Si è formato presso il National Institute of Dramatic Art australiano (NIDA), dove si è diplomato nel 2010.

## Carriera
Nel 2012, Berry ha interpretato Logan Meyer nella soap opera Home and Away. Nello stesso anno è apparso come guest star in un episodio di Miss Fisher - Delitti e misteri.
Nel 2013, Berry si è unito al cast principale del dramma A Place to Call Home nel ruolo di James Bligh, un uomo torturato dalla sua omosessualità nell'Australia degli anni cinquanta.
Nell'agosto 2016, è stato annunciato che Berry sarebbe entrato nel cast della serie televisiva dell'emittente televisiva Starz Outlander nel ruolo di Lord John Grey.

## Vita privata
David Berry ha sposato Kristina Tesic nel 2012. Hanno un figlio nato nel 2016.

## Filmografia

### Cinema
- The Crater: A True Vietnam War Story, regia di David Bradbury – documentario (2015)

### Televisione
- Miss Fisher - Delitti e misteri (Miss Fisher's Murder Mysteries) – serie TV, episodio 1x02 (2012)
- Home and Away – serial TV, 10 puntate (2012)
- Progeny, regia di Robert White – film TV (2013)
- A Place to Call Home – serie TV, 56 episodi (2013-2018)
- Outlander – serie TV (2017-in corso)
- Barons – serie TV (2022)